# Komitat Zólyom
Komitat Zólyom (węg. Zólyom vármegye, łac. comitatus Zoliensis, pol. komitat Zwoleń) – dawny komitat w północnej części Królestwa Węgier, w Górnych Węgrzech.
Teren komitatu został przyłączony do Węgier w II poł. XI w. komitat utworzono na przełomie XII i XIII w. W wyniku reform józefińskich w latach 1786-1790 do komitatu był połączony Komitat Turóc i funkcjonował jako komitat Turóc-Zólyom z siedzibą Besztercebánya. Siedzibą władz komitatu był Pusty Zamek, a od końca XV w. zamek zwoleński, następnie od lat 60. XVIII w. miasto Besztercebánya.
W okresie przed I wojną światową komitat dzielił się na cztery powiaty i trzy miasta.
Po traktacie w Trianon komitat znalazł się w granicach Czechosłowacji.
Obecnie teren komitatu  wchodzi w skład kraju bańskobystrzyckiego na Słowacji.
| Powiaty (járás)                             | Powiaty (járás) |
| Powiat                                      | Siedziba władz  |
| ------------------------------------------- | --------------- |
| Besztercebánya                              | Besztercebánya  |
| Breznóbánya                                 | Breznóbánya     |
| Nagyszalatna                                | Nagyszalatna    |
| Zólyom                                      | Zólyom          |
| Miasta komitackie (rendezett tanácsú város) |                 |
| Besztercebánya                              |                 |
| Breznóbánya                                 |                 |
| Zólyom                                      |                 |